# Guadassuar
Guadassuar település Spanyolországban, Valencia tartományban. Guadassuar Alzira, L’Alcúdia, Algemesí, Alginet, Benimodo, Carlet, Massalavés és Tous községekkel határos. Lakosainak száma 5992 fő (2024).

## Népesség
A település népessége az utóbbi években az alábbiak szerint változott:
| Lakosok száma | 5349 | 5568 | 5943 | 6163 | 6115 | 5928 | 5913 | 5893 | 5910 | 5992 |
|               | 2001 | 2004 | 2007 | 2009 | 2012 | 2014 | 2017 | 2019 | 2022 | 2024 |